# Hrabová (kraj ołomuniecki)
Hrabová (niem. Raabe) – gmina w Czechach, w powiecie Šumperk, w kraju ołomunieckim. Według danych z 2021 r. liczyła 637 mieszkańców.
Zobacz też:
- Hrabová